# 騶力
騶力（？－？）是閩越的將領，與閩越王室同為騶姓。騶力在闽越武帝餘善在位时受封「吞漢將軍」，率領閩越軍抵抗西漢的入侵，攻打西汉的白沙（今江西省上饶市鄱阳县西部）、武林（今江西省上饶市余干县武陵山）、梅嶺（今江西省赣州市宁都县梅岭）等地，並殺死三地的校尉。余善被繇王居股、建成侯敖和原来的越衍侯吳陽等人聯手殺害後，闽越降漢。
传说，闽越降漢后，騶力誓死不从，殺出重圍，逃至白沙港頭三門車一帶，並在白石上刻下「漢軍緊追於此時，堅強不屈志難移。唯以丹心昭日月，未聞壯士舉降旗。」後，跳入深崖下的池中自殺，後世稱之为「將軍潭」，並於附近建立將軍廟。